# Leopold von Berchtold

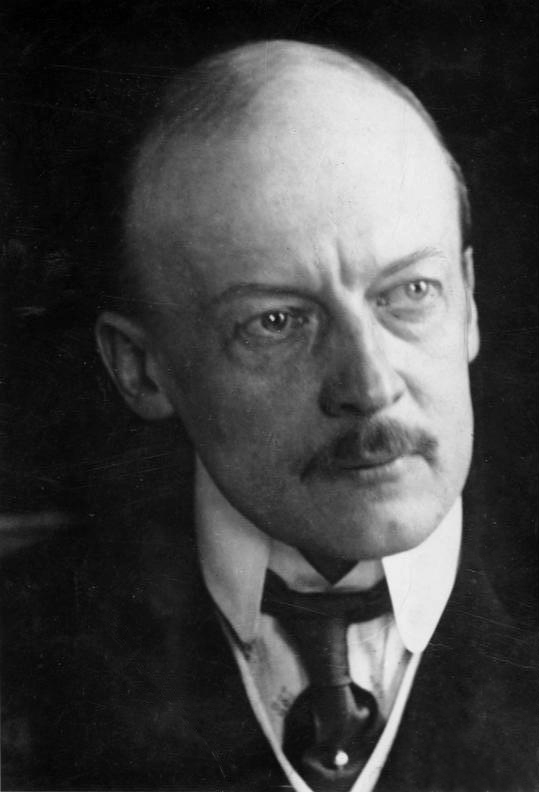
Leopold von Berchtold (1922).

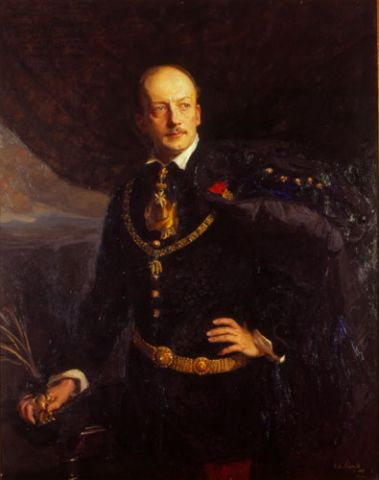
Leopold von Berchtold, oljemålning av Philip Alexius de László från 1906.

Leopold von Berchtold, född 18 april 1863 i Wien, död 21 november 1942 i Sopron, var en österrikisk-ungersk greve, diplomat och politiker.
von Berchtold blev 1903 legationsråd i Sankt Petersburg och var därefter ambassadör i samma stad 1906–1911. Under sin vistelse i Ryssland försökte han åstadkomma en avspänning mellan Österrike-Ungern och Ryssland, närmast med hänsyn till förhållandena på Balkan, och det var på hans initiativ och på hans gods Buchlau som Österrike-Ungerns och Rysslands utrikesministrar Alois Lexa von Aehrenthal och Aleksandr Izvolskij möttes 15 september 1908 för att bland annat konferera om Österrike-Ungerns annekterade av Bosnien och Hercegovina. Han blev 1912 von Aehrenthals efterträdare som utrikesminister. Under de båda Balkankrigen 1912–1913 och fram till första världskriget gick hans ansträngningar ut på att stärka Österrike-Ungerns inflytande på Balkanhalvön. Redan sommaren 1913 hade han resignerat angående utsikterna till en fredlig lösning av Balkanproblemet, och tog även med i räkningen ett eventuellt krig med Ryssland och Frankrike. Det var framför allt den så kallade storserbiska rörelsen och dennas främsta mål – framträngande till Adriatiska havet som von Berchtold fruktade och bekämpade. Efter mordet på ärkehertig Franz Ferdinand den 28 juni 1914 författade von Berchtold det ultimatum till regeringen i Belgrad, som via julikrisen ledde till att första världskriget bröt ut. von Berchtold avgick som utrikesminister 13 januari 1915, då han inte fick gehör för sitt förslag om en landavträdelse till Italien. Efter avskedstagandet drog sig von Berchtold tillbaka till sina gods i Mähren och tog därefter ingen aktiv del i politiken.